# Carriches
Carriches ist eine spanische Gemeinde (municipio) in der Provinz Toledo der Autonomen Region Kastilien-La Mancha. 2024 hatte die Gemeinde 266 Einwohner. Die Gemeindefläche beträgt 18,67 km². 

## Lage
Carriches liegt etwa 39 Kilometer westnordwestlich von Toledo und etwa 80 Kilometer südwestlich von Madrid in einer Höhe von ca. 555 m. 

## Bevölkerungsentwicklung
| Jahr      | 1970 | 1981 | 1991 | 2001 | 2011 | 2021 |
| --------- | ---- | ---- | ---- | ---- | ---- | ---- |
| Einwohner | 418  | 330  | 299  | 281  | 293  | 278  |

## Sehenswürdigkeiten
- Peterskirche (Iglesia de San Pedro de Antioquía)
- Marienkapelle
- Rathaus

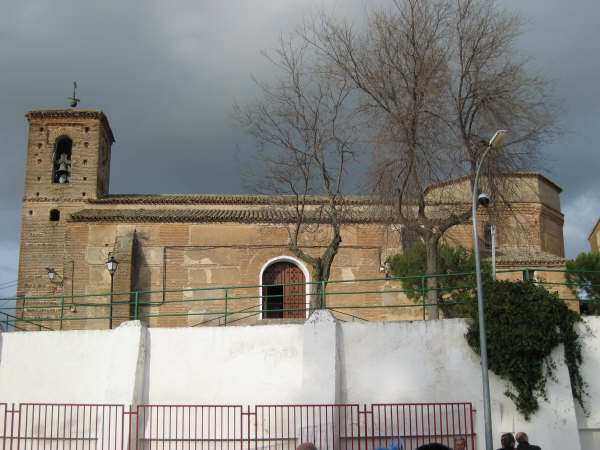
Peterskirche
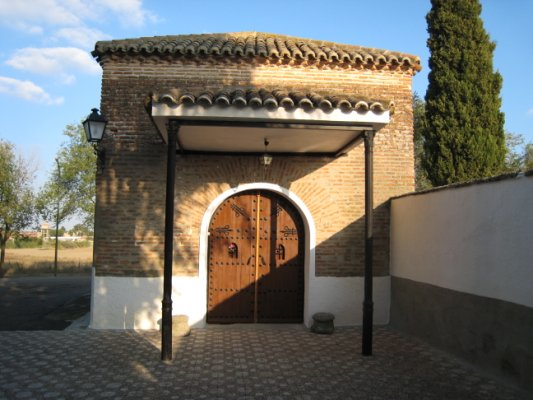
Marienkapelle
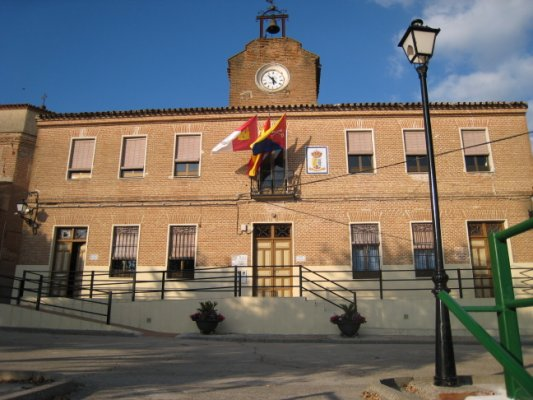
Rathaus

## Persönlichkeiten
- Eugenio Leal (* 1954), Fußballspieler